# 西柳沟街道
西柳沟街道，是中华人民共和国甘肃省兰州市西固区下辖的一个乡镇级行政单位。

## 行政区划
西柳沟街道下辖以下地区：
清水北街社区、小平房社区、西柳沟社区、化工街南社区、化工街北社区、月牙桥社区、古浪路社区、钟家河社区、张家大坪村和柴家台村。